# Davison (Michigan)
Davison è un comune degli Stati Uniti d'America, situato nello Stato del Michigan, nella contea di Genesee.